# 2011年世界柔道選手権大会 (無差別)
2011年世界柔道選手権大会(無差別)（第30回世界柔道選手権大会）は、2011年10月29 - 30日にロシア・チュメニで開催された柔道の世界選手権。男女の無差別のみが実施された。ロシアで世界柔道選手権が開催されたのは1983年の第13回大会が旧ソ連のモスクワで開催されて以来、実に29年ぶりのことである。

## 概要
この大会は各国最大4名まで出場可能で、初戦から1試合場のみで試合が行われた。
また、今大会は男女の優勝者に25,000ドル、2位に10,000ドル、3位に5,000ドル、5位に2,000ドル、7位に500ドル、さらには、一本賞として最も優れた技術を示した男女各1名に5,000ドルの賞金がそれぞれ授与された。

## 大会概要
| 正式名称 | 世界柔道選手権無差別2011チュメニ大会 英語: World Championship Open - Tyumen2011 |
| 開催場所 | オリンピック・トレーニング・センター                                            |
| 主催     | 国際柔道連盟                                                                    |
| 開催日程 | 29日 女子無差別 30日 男子無差別                                                 |

## 結果

### 男子

#### 無差別
| 順位 | 選手名                     | 国旗               |
| ---- | -------------------------- | ------------------ |
| 1.   | アブドゥロ・タングリエフ   | ウズベキスタンの旗 |
| 2.   | ボル・バルナ               | ハンガリーの旗     |
| 3.   | 鈴木桂治                   | 日本の旗           |
| 3.   | アレクサンドル・ミハイリン | ロシアの旗         |
| 5.   | 立山広喜                   | 日本の旗           |
| 5.   | 金成民                     | 大韓民国の旗       |
| 7.   | 高橋和彦                   | 日本の旗           |
| 7.   | イハル・マカラウ           | ベラルーシの旗     |

### 女子

#### 無差別
| 順位 | 選手名                   | 国旗               |
| ---- | ------------------------ | ------------------ |
| 1.   | 佟文                     | 中華人民共和国の旗 |
| 2.   | テア・ドングザシビリ     | ロシアの旗         |
| 3.   | 杉本美香                 | 日本の旗           |
| 3.   | 橋口ななみ               | 日本の旗           |
| 5.   | 田知本愛                 | 日本の旗           |
| 5.   | 秦茜                     | 中華人民共和国の旗 |
| 7.   | イリーナ・ヤドコウスカヤ | ベラルーシの旗     |
| 7.   | ナタリ・ソコロワ         | ロシアの旗         |

### 各国メダル数
| 順 | 国・地域       | 金 | 銀 | 銅 | 計 |
| -- | -------------- | -- | -- | -- | -- |
| 1  | 中国           | 1  | 0  | 0  | 1  |
| 1  | ウズベキスタン | 1  | 0  | 0  | 1  |
| 3  | ロシア         | 0  | 1  | 1  | 2  |
| 4  | ハンガリー     | 0  | 1  | 0  | 1  |
| 5  | 日本           | 0  | 0  | 3  | 3  |

## 一本賞
| 男子 | 鈴木桂治 | 女子 | 田知本愛 |

(出典、JudoInside.com)。

## 優勝者の世界ランキング

### 男子
| 100kg超級 | ウズベキスタン | アブドゥロ・タングリエフ | 6位 |

### 女子
| 78kg超級 | 中国 | 佟文 | 8位 |

(出典、JudoInside.com)。